# Irak van A tot Z

Locatie van Irak

## A
Akkadisch -
Ali Hassan al-Majid -
Arabieren -
Ardulfurataini Watan -
Assur-dan II -
Assyrië -
Tariq Aziz

## B
Babylon -
Babylon IV -
Babylon V -
Babylon VI -
Bagdad -
Basra -
Tell Bazmusian -
Paul Bremer -
Burnaburiaš II

## C
Chaldeeuws-Katholieke Kerk -
Citadel van Erbil -
Coalition Provisional Authority -
Ctesifon

## D
Dujail -
Dukanmeer

## E
Ebla -
Erbil -
Eufraat

## F
Tell al-Fakhar

## G
Geschiedenis van de Islam -
Geschiedenis van Irak -
Gilgamesh -
Gilgamesj-epos -
Golfoorlog (1990-1991) -

## H
Saadoun Hammadi -
Hammurabi -
Hangende tuinen van Babylon -
Haroen ar-Rashid -
Oedai Saddam Hoessein -
Saddam Hoessein -

## I
Idu -
Irak -
Irak-Iranoorlog -
Irakoorlog -
Islam -
ISO 3166-2:IQ

## K
kalief -
Kirkuk (plaats) -
Kirkuk (gouvernement) -
Koerden -
koningen van Sumer -
Kurdish Textile Museum

## L
Jessica Lynch

## M
Nouri Maliki -
Mandaeërs -
Mar Mattaiklooster -
Mesopotamië -
Mosoel -
Mosoeldam -
Multinationale troepenmacht in Irak -
Al-Muthanna

## N
Nasiriyah -
Nebukadnezar -
Ninive

## O
Irak op de Olympische Spelen -
Osirak 
-
Ottomaanse rijk

## R
Rumaila -

## S
Muqtada al-Sadr -
Tell Shemshara -
Sjiisme -
Soennisme -
Spijkerschrift -
Stabilisation Force Iraq -
Suleimaniya -
Sumer

## T
Jalal Talabani -
Tigris -
Tikrit

## U
Ur -
Urartu - uruk

## Z
Zanj